# Ramsès Ier
Menpehtyrê Ramsès Ier, né vers 1351 avant notre ère et mort vers 1294 avant notre ère, est le pharaon fondateur de la XIXe dynastie de l'Égypte antique, père de Séthi Ier et grand-père de Ramsès II ; il règne brièvement de 1295 à 1294 avant l'ère commune.

## Généalogie
Appelé d'abord Pa-Râmessou, il est né dans une famille noble de Basse-Égypte, installée près d'Avaris, l'ancienne capitale Hyksôs, dans le delta du Nil. Il n'était pas d'ascendance royale et sa famille honorait particulièrement le culte de Seth de cette partie du delta. 
Ramsès Ier est le fils d'un Commandant des troupes, Séthy,, et a cinq sœurs et trois frères, dont Khâemouaset,.
Une seule épouse est connue : Satrê, avec qui Ramsès Ier a un seul enfant est connu : le futur roi Séthi Ier,.
Certains ont donné à la mère du Ramsès Ier le nom de Tia selon le texte de la stèle de l'an 400 de Ramsès II (le petit-fils de Ramsès Ier), mais certains voient en cette inscription une autre dénomination de Satrê, nom qu'elle aurait porté avant que Ramsès Ier ne monte sur le trône. Cette Tia est en tout cas maîtresse de maison et chanteuse de Rê. Toujours est-il que ce nom de Tia explique pourquoi la sœur de Ramsès II se nomme aussi Tia : Séthi Ier aurait donné à ses deux enfants, Ramsès et Tia, les noms de ses parents (si Tia est le premier nom de Satrê) ou les noms de son père et de sa grand-mère paternelle (si Tia est le nom de la mère de Ramsès Ier).

## Avant le règne
De naissance non royale, le nom roturier de Ramsès Ier est Pa-Râmessou (« Celui que Rê a engendré »). Il est issu d'une famille militaire noble de la région du delta du Nil, peut-être près de l'ancienne capitale hyksôs d'Avaris. Il est le fils d'un commandant de troupes appelé Séthy (il est aussi nommé Souty, forme affectueuse du nom Séthy), qui a grandi sous le règne d'Amenhotep III et a été officier sous le règne d'Amenhotep IV-Akhénaton. La stèle de l'an 400 de Ramsès II (petit-fils de Ramsès Ier) indique que Séthy a participé sous le règne d'Horemheb au rétablissement du culte de Seth à Avaris, cité où ce culte prédominait et à qui la famille était particulièrement attachée,. Horemheb lui-même était un noble extérieur à la famille royale immédiate, qui a gravi les échelons de l'armée égyptienne pour devenir le conseiller royal de Toutânkhamon et, en fin de compte après le règne d'Aÿ, le pharaon,. Horemheb, ancien général de l'armée, qui s'appuie fortement sur cette armée dont il est issu. Horemheb donne d'ailleurs aux cadres de l'armée des fonctions religieuses pour évincer les héritiers de la cour de la dynastie précédente et d'éviter toute tentative de corruption.
Pa-Râmessou prend la succession de son père dans ses charges et apparaît pour la première fois comme Surintendant des écuries royales. Conducteur de char et chef des archers, il obtient le poste d'Envoyé royal auprès des pays étrangers. Horemheb le nomme ensuite général (c'est-à-dire le grade qu'était le sien et qu'il ne semble avoir accordé à aucun autre au cours de son règne) puis commandant de la forteresse de Tjarou (ville extrêmement importante et étape incontournable pour toute expédition vers le Levant) et Surintendant des Bouches du Nil, c'est-à-dire gouverneur militaire du delta. 
Horemheb le nomme ensuite vizir. Pa-Râmessou était également le grand prêtre de Seth - à ce titre, il aurait joué un rôle important dans la restauration de l'ancienne religion après l'hérésie amarnienne survenue une génération plus tôt, sous Akhenaton. Il fait démonter les temples d'Aton érigés à Karnak et réutilise leur pierres à la construction du IXe pylône du temple d'Amon à Karnak. Il place au pied de celui-ci deux statues le représentant, dons d'Horemheb. Une des statues, découverte en 1913, dispose en effet d'une titulature fournie : 
« Sur le papyrus : Donné comme faveur royale au chef des archers et responsable des chevaux, le responsable du centre administratif (de Tjarou ?) et responsable des bouches du fleuve, le charrier de Sa Majesté et émissaire royal vers tout pays étranger, le scribe royal qui lève les troupes et général du Maître des Deux Terres, le responsable des prêtresde tous les dieux, suppléant de Sa Majesté en Haute et Basse-Égypte, le dignitaire et juge, attaché à Nekhen, prêtre de Maât, le noble responsable de la ville et vizir, responsable des grandes cours, Parâmessou.

Sur le socle : le prince dans le pays entier, le responsable de la ville et vizir, Pa-Râmessou, juste de voix, qu'a engendré le dignitaire chef des archers Séthy, juste de voix. »
Horemheb n'ayant pas d'enfant survivant, il choisit finalement dans les dernières années de son règne Pa-Râmessou comme héritier, qui était alors Député de tout le pays, charge consistant à surveiller les travaux entrepris dans le pays, prince héritier du pays entier et surtout fils royal, malgré le fait que cette filiation était tout à fait fictive. Horemheb a peut-être fait ce choix parce que Pa-Râmessou était à la fois un administrateur compétent et qu'il avait un fils (le futur Séthi Ier), nommé également vizir, et un petit-fils (le futur Ramsès II) pour lui succéder et éviter ainsi toute difficulté de succession. Horemheb indique ainsi à propos de ses vizirs Ramsès et Séthi :
« J'ai examiné [...] (et j'ai choisi) des hommes discrets, d'un caractère juste, capables de sonder les pensées, obéissant aux injonctions du palais et aux lois de la Cour. Je les ai nommés pour juger les Deux Terres. »
Il est à noter que deux sarcophages en pierre au nom de Pa-Râmessou ont été retrouvé à Gourob et à Médinet Habou. Ils pourraient avoir été fabriqués pour Pa-Râmessou avant qu'il ne devienne roi sous le nom de Ramsès Ier,.

## Règne

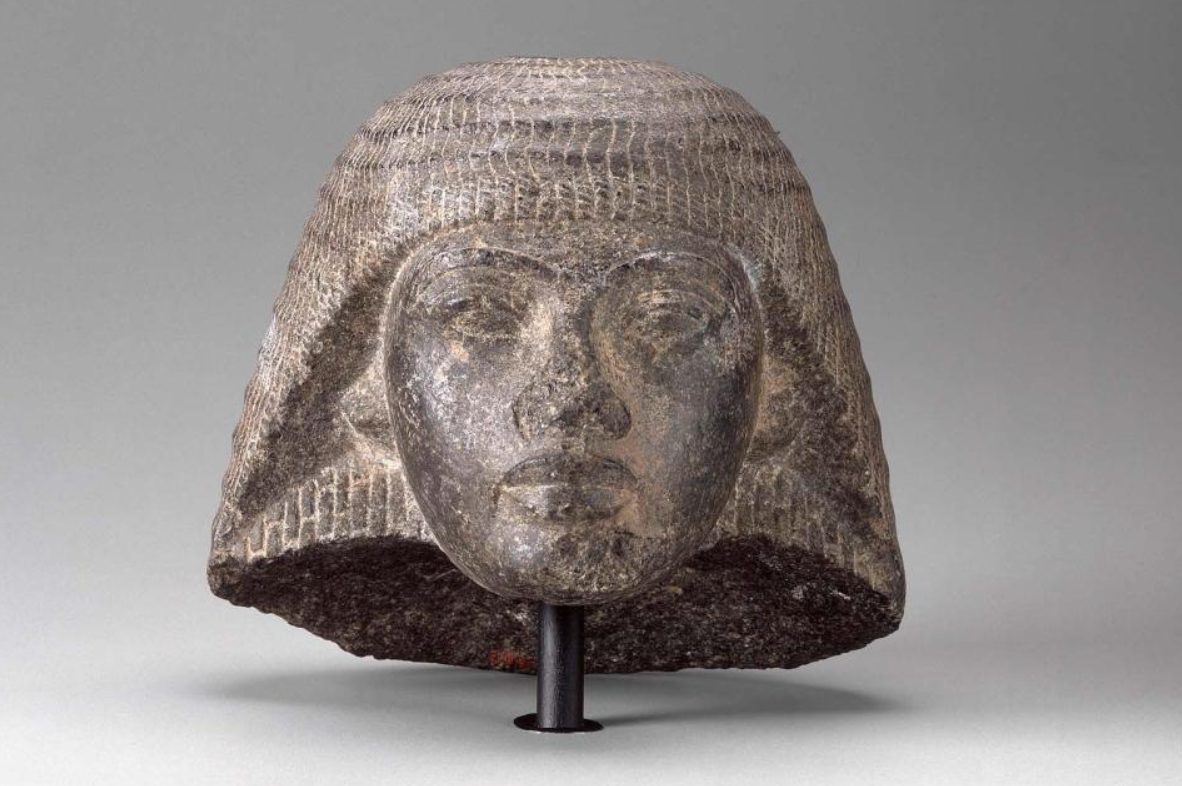
Tête conservée au Museum of Fine Arts de Boston.

### Durée de règne
Sur la base d'un document papyriforme, Robert Demarée soutient que le prédécesseur de Ramsès Ier, Horemheb, est mort le 22e jour du IIIe mois de la saison Chémou sur la base des preuves contenues dans le Papyrus Turin Cat. 1898 + Cat. 1937 + Cat. 2094/244, qui est un journal intime, signifiant ainsi que Ramsès Ier serait monté sur le trône le 23e jour de ce même mois.
Un décret d'approvisionnement d'un temple dédié à Amon-Min à Bouhen est daté du 20e jour du IIe mois de la saison Peret de l'an II, date du règne la plus avancée connue,. Toutefois, son fils et successeur Séthi Ier est monté sur le trône durant le IIIe ou le IVe mois de la saison Chémou qui suit, date estimée plus précisément par William Murnane du 18e jour du IIIe mois au 23e jour du IVe mois, tandis que Wolfgang Helck donnait la date du 24e jour du IIIe mois, signifiant ainsi que Ramsès Ier serait mort le 23e jour.
Ramsès Ier a donc connu un règne bref. Si les dates précédemment données sont confirmées, cela signifierait que Ramsès Ier a eu un règne d'environ deux ans.

### Accession au trône
Lors du décès d'Horemheb, Ramsès Ier, fils royal (fictif) et héritier, lui succède comme prévu et préparé par Horemheb. Par sa titulature reflétant le programme idéologique du règne, Ramsès Ier choisit comme nom de Nesout-bity Menpehtyrê (« Stable est la force destructrice de Rê »), rappelant en cela le nom de Nesout-bity Nebpehtyrê choisi par Ahmôsis Ier, fondateur du Nouvel Empire. Ramsès Ier voulait peut-être par là signifier qu'il démarre une nouvelle ère, et c'est le cas car il est le premier roi de cette époque aujourd'hui appelée ramesside. De plus, il délaisse la particule Pa au début de son nom pour s'appeler Ramessou (ou Ramsès).

### Activité du règne
Déjà âgé lorsqu'il fut couronné, Ramsès désigna son fils, le futur pharaon Séthi Ier, comme prince héritier et successeur désigné. Séthi a alors des responsabilités civiles et militaires : il garde la fonction de vizir qu'il avait déjà sous Horemheb, et il devient également général. Selon un texte daté du règne de Séthi Ier, ce dernier a réalisé une expédition en Syrie contre les Fenkhou sous le règne de son père Ramsès Ier. Il est à noter que Séthi n'a pas été le corégent de Ramsès Ier, les scènes portant les cartouches des deux souverains ont été réalisées sous le règne de Séthi en honneur de son père. 
De son très court règne, peu de choses sont connues :
- des stèles de donations aux temples (deux au temple de Sarabit al-Khadim au Sinaï - une mentionnant le dieu Aton et l'autre où le roi est représenté face à Hathor[27], une à Karnak-nord[28] et une de provenance inconnue[28]) sont datées de l'an I,
- à Beth Chemech (à 20 km à l'ouest de Jérusalem) et Tell el-Fa'ra, à une vingtaine de kilomètres au sud de Gaza, des scarabées de Ramsès Ier, ainsi que des exemplaires de ceux de son fils Séthi Ier, y ont été découverts[29],
- une stèle, destinée au temple d'Amon-Min à Bouhen, est datée de l'an II[30],
- deux fragments d'une seconde stèle à Bouhen ont été mis au jour dans le pavement du temple au sud de la forteresse[31],
- il est possible que Ramsès Ier ait commandité des décors dans le temple de la forteresse de Mirgissa car son cartouche y a été découvert[32],
- une stèle de Ramsès Ier a également été découverte dans la salle hypostyle du temple d'Amon à Amada[33],
- un fragment d'obélisque et un bloc proviennent d'Héliopolis[34],
- un bloc au nom de Ramsès Ier a été découvert dans le temple d'Osiris en activité au cours de son règne, avant que son fils Séthi Ier n'en construise un autre, le chemin entre les deux temples formant une sorte de voie processionnelle comme la voie entre les temples de Karnak et de Louxor[35],
- Ramsès fait continuer les travaux au temple d'Amon de Karnak, notamment au niveau de ce qui allait devenir la salle hypostyle, faisant par exemple remplacer les cartouches d'Horemheb par les siens dans des scènes du vestibule d'entrée[36],
- un fragment de stèle et une étiquette de jarre provenant de Deir el-Médineh sont au nom de Ramsès Ier, preuves que le village était en activité sous son règne ; un bloc circulaire en grès, gravé au nom de Ramsès Ier et probablement réutilisé comme base de colonne, découvert dans l'enceinte du temple des millions d'années de Ramsès III à Médinet Habou mais doit provenir également de Deir el-Médineh[37],
- deux documents datés du règne de Ramsès Ier sont sans provenance connue : un obélisque (conservé au musée Calvet d'Avignon) et un bloc (conservé au musée Rodin à Paris)[38],
- il fait démarrer à des dates inconnues le creusement de sa tombe dans la Vallée des Rois[39] ainsi que celle de son épouse Satrê dans la Vallée des Reines[40],
- un domaine royal (« Domaine de Menpehtyrê ») à Memphis est créé sous son règne et continuera d'être en usage sous le règne de son fils[41].

### Décès et succession
Séthi Ier, fils de Ramsès, succède donc à ce court règne. Il procède à l'enterrement de son père dans la tombe KV16 dans la Vallée des Rois, tombe dont il fait hâter les finitions pour pouvoir accueillir la momie de Ramsès Ier.
Séthi Ier, une fois roi, honore particulièrement la mémoire de son père, en lui dédiant une partie de son temple des millions d'années (quatre salles situées au sud de la salle hypostyle située immédiatement après la seconde cour) ainsi qu'un petit temple à Abydos, situé sur le chemin processionnel entre l'ancien temple et le nouveau construit par Séthi Ier. Par ailleurs, dans ce nouveau temple d'Abydos, Séthi dédia l'une des chapelles au culte royal (le sien) ; Ramsès Ier et Satrê y sont représentés recevant des offrandes. Dans la salle hypostyle du temple d'Amon à Karnak, Ramsès Ier y est représenté sur le mur ouest avec son fils Séthi Ier, commanditaire du décor d'une partie significative de la salle qui a été terminée par Ramsès II puis bien plus tard par Ramsès IV. Dans la stèle dédicatoire associée au temple dédié à son père à Abydos, Séthi Ier a fait inscrire :
« C'est lui, en vérité, qui a créé ma perfection (...). Il m'a donné ses conseils pour me protéger et ses préceptes sont comme un rempart dans mon cœur. »

## Sépulture

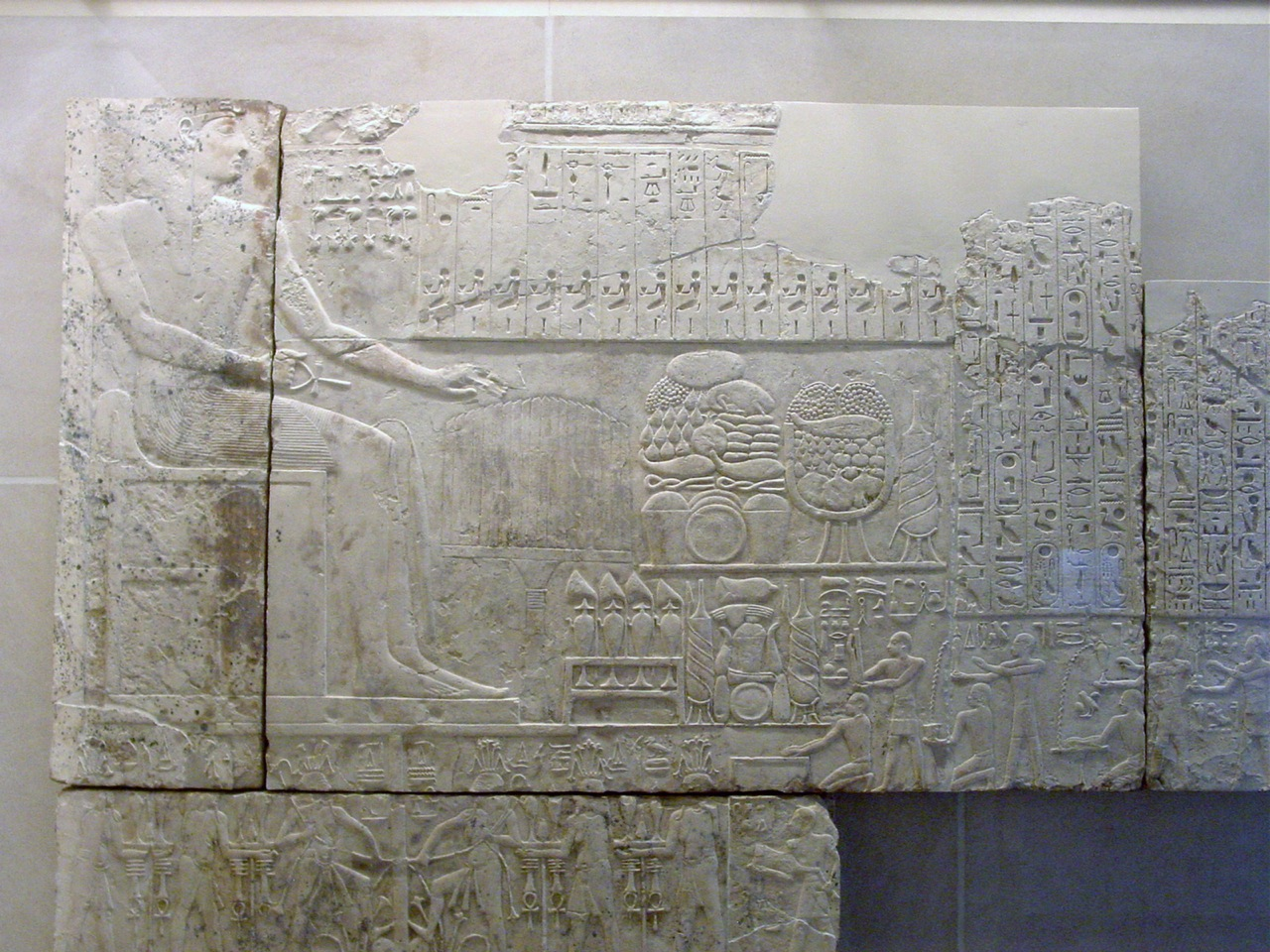
Relief représentant Ramsès Ier devant une table d'offrande - Metropolitan Museum of Art de New York.

Après un règne bref, Ramsès Ier décède, laissant son fils devenir pharaon. Il est enterré dans la vallée des Rois, à Thèbes. Sa tombe, découverte par Giovanni Battista Belzoni le 10 octobre 1817, dénommée KV16, est petite pour un pharaon, semblant attester de l'empressement avec lequel elle aurait été bâtie. Mais aucune momie n'est présente dans le sarcophage.
Elle est par la suite fouillée en 1817 par Henry Salt, en 1825 par James Burton, en 1826/1827 par Edward William Lane, en 1844/1845 par Karl Richard Lepsius et en 1957 par Alexandre Piankoff.
Elle est couverte de fresques relatant des passages du Livre des Portes, dans la même veine que ceux d'Horemheb, dont par le style, il est très proche. On y a retrouvé des restes de mobilier funéraire dont une statue de bois bitumé qui, intacte, aurait été le pendant de celles qui gardaient le caveau de Toutânkhamon et qui sont exposées dans les salles du premier étage du Musée du Caire.
Séthi Ier lui construit une chapelle à Abydos conservée au Metropolitan Museum of Art de New York.

## Momie

### Redécouverte et rapatriement

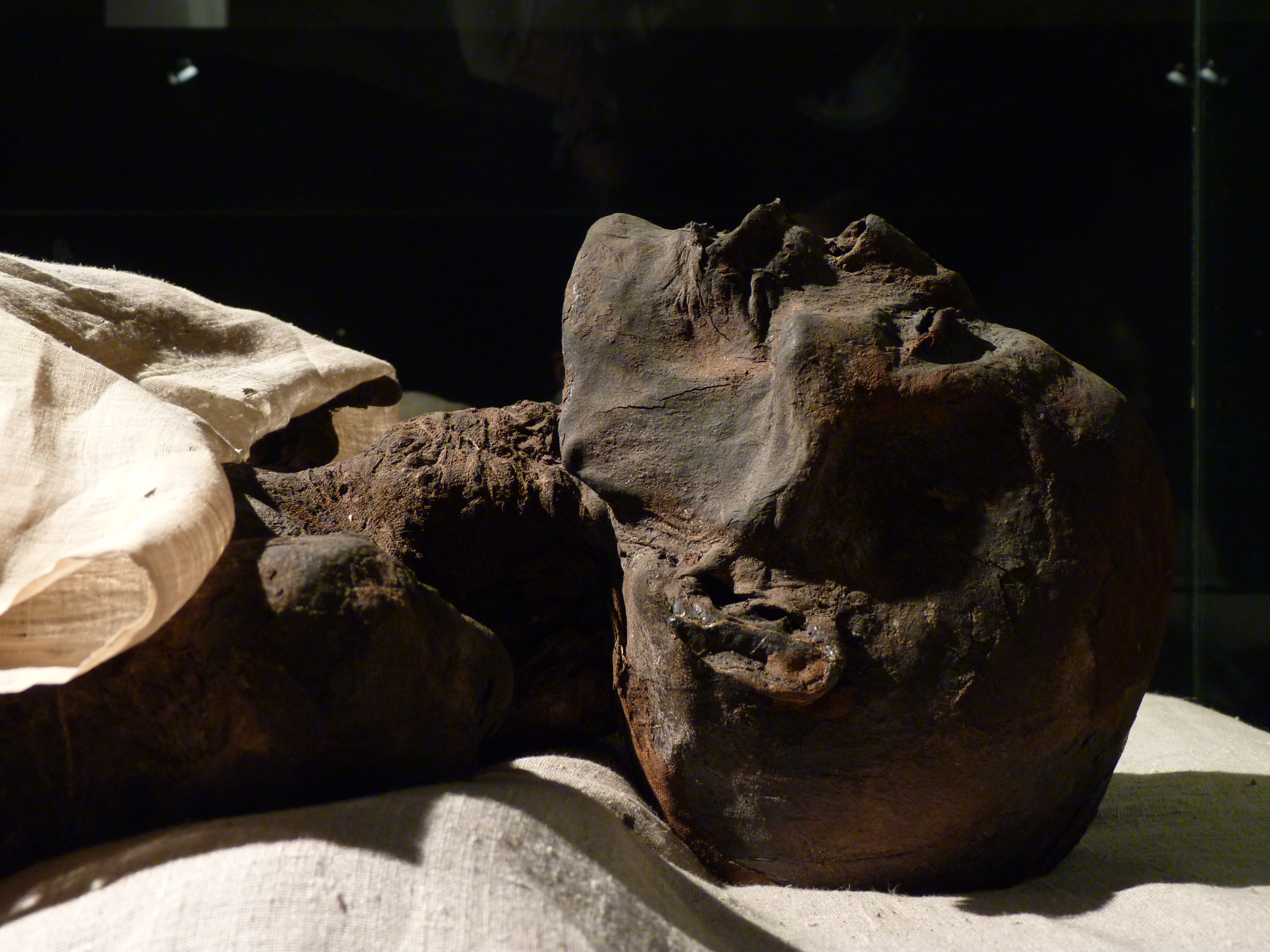
Momie de Ramsès Ier.

Une momie que l'on croit actuellement être celle de Ramsès Ier a été achetée en Égypte et exposée dans un musée privé pendant de nombreuses années avant d'être restituée à l'Égypte. L'identité de la momie ne peut pas être déterminée de manière concluante, mais est très probablement celle de Ramsès Ier basée sur des tomodensitogrammes, des rayons X, des mesures du crâne et des tests de datation au carbone par des chercheurs de l'université Emory, ainsi que des interprétations esthétiques de la ressemblance familiale. De plus, les bras de la momie ont été retrouvés croisés haut sur sa poitrine, position réservée uniquement à la royauté égyptienne jusqu'en 600 av J.-C.

### Historique concernant cette momie
À la fin du XIXe siècle, la tombe TT320 est découverte par hasard, par les frères Abd el-Rasuls, deux bergers locaux. Discrètement, ils entreprennent le pillage de cette tombe pendant environ une décennie. Ils parviennent à extraire de la tombe plusieurs momies, parmi celles-ci, celle de Ramsès Ier. Le Dr. James Douglas à Louxor, par son intermédiaire local Mustapha Aga Ayat, achète un lot d'objets dont cette momie, dont il ignore l'identité. La momie est amenée en Amérique du Nord vers 1860. Elle a ensuite été placée au musée des chutes du Niagara (en) et au Daredevil Hall of Fame à Niagara Falls, Ontario, Canada. La momie est restée là, son identité inconnue, à côté d'autres curiosités et soi-disant monstres de la nature pendant plus de cent-trente ans. Lorsque le propriétaire du musée a décidé de vendre sa propriété, l'homme d'affaires canadien William Jamieson a acheté le contenu du musée et, avec l'aide de l'égyptologue canadienne Gayle Gibson, a identifié leur grande valeur. En 1999, Jamieson a vendu les artefacts égyptiens de la collection, y compris les diverses momies, au Michael C. Carlos Museum de l'université Emory à Atlanta, en Géorgie pour deux millions de dollars américains. La momie est revenue en Égypte le 24 octobre 2003 avec tous les honneurs officiels ; elle est depuis exposée au musée de Louxor.

## Titulature
Contrairement à ses trois successeurs, le court règne de Ramsès Ier n'a pas laissé le temps à ce roi de faire varier grandement sa titulature. Toutefois, la graphie de son nom de Nesout-bity a fortement varié, En conséquence, seules quelques variantes sont présentées ci-dessous.